# Google Web Designer
Google Web Designer es un programa gratuito de Google para crear sitios HTML5 interactivos y anuncios de cualquier dispositivo. Ofrece una interfaz gráfica con herramientas de diseño comunes, así como una herramienta de texto que se integra con Google Web Fonts, una herramienta de formas, un lápiz y formas 3D. La sección de anuncios es más completa con componentes para añadir como videos de YouTube y mapas de Google Maps, así como la inclusión automática de los eventos de código de rastreo de DoubleClick y AdMob.  Fue lanzado por Google el 30 de septiembre de 2013.